# チアゴ・シウバ (格闘家)
チアゴ・シウバ（Thiago Silva、1982年11月12日 - ）は、ブラジルの男性総合格闘家。サンパウロ州サンパウロ出身。ブラックジリアンズ所属。元ACBライトヘビー級王者。

## 来歴
13歳の時に父親の家庭内暴力から逃れるために家出しており、18歳で格闘技と向き合うまでサンパウロのスラムで生活していた。
2005年9月10日、ブラジルでプロデビュー。
2006年11月30日、Fury FCの93kg級グランプリで優勝を果たした。
2007年2月28日、パンクラスにBodogFight派遣選手として初参戦。水野竜也とヘビー級王座次期挑戦者決定戦で対戦し、サッカーボールキックでKO勝ち。5月30日に王者アルボーシャス・タイガーへ挑戦予定であったが、UFCと契約したため欠場した。

### UFC
2007年5月26日、UFC初参戦となったUFC 71でジェームス・アーヴィンと対戦し、テイクダウンをしようとしたところでアーヴィンが右膝を負傷し、TKO勝ちを収めた。
2007年11月17日、UFC 78でヒューストン・アレクサンダーと対戦し、マウントパンチでTKO勝ちを収めた。
2009年1月31日、UFC 94で同じく13戦無敗のリョート・マチダと対戦。パンチでダウンを奪われ、1R終了間際にパウンドを受けKO負け。デビュー以来の連勝記録は13でストップした。
2009年8月29日、UFC 102でキース・ジャーディンと対戦し、パウンドでTKO勝ちを収めた。
2010年1月2日、UFC 108でラシャド・エヴァンスと対戦し、0-3の判定負けを喫した。
2011年1月1日、1年ぶりの復帰戦となったUFC 125でブランドン・ヴェラと対戦し、3-0の判定勝ち。しかし、試合後の薬物検査の結果をごまかすために自身の尿に異物を混入させた事から試合結果が無効となり、ネバダ州アスレチック・コミッションから1年間の試合出場停止処分を受けた。
2012年11月10日、UFC on Fuel TV 6でスタニスラブ・ネドコフと対戦し、3R肩固めで一本勝ち。しかし、試合後の薬物検査で禁止薬物とされるマリファナの代謝物質が検出されたため、試合結果が無効となり、UFCから6か月の試合出場停止処分を受けた。
2014年2月6日、パブロ・ポポヴィッチ柔術道場に銃を所持して襲撃し、道場にいた人たちを脅迫した容疑で逮捕されたことで、一旦はUFCから永久追放されるが、その後訴訟がすべて取り下げられ無罪となったことでUFCに復帰した。しかし、9月20日、シウバが元妻を銃で脅している動画が公開されると、再びUFCから追放された。

### WSOF
2015年3月28日、1年6か月ぶりの復帰戦となったWSOF 19のライトヘビー級王座決定トーナメント1回戦でテディ・ホルダーと対戦し、パウンドでTKO負けを喫した。

## 人物・エピソード
- 最も尊敬する人物として、兄弟子ヴァンダレイ・シウバを挙げている。
- 両腕に和彫りの刺青を施している。

## 戦績
| 総合格闘技 戦績 | 総合格闘技 戦績 | 総合格闘技 戦績 | 総合格闘技 戦績 | 総合格闘技 戦績 | 総合格闘技 戦績 | 総合格闘技 戦績 |
| --------------- | --------------- | --------------- | --------------- | --------------- | --------------- | --------------- |
| 27 試合         | (T)KO           | 一本            | 判定            | その他          | 引き分け        | 無効試合        |
| 19 勝           | 13              | 2               | 4               | 0               | 0               | 2               |
| 6 敗            | 4               | 0               | 2               | 0               | 0               | 2               |

| 勝敗 | 対戦相手                       | 試合結果                             | 大会名                                                                     | 開催年月日     |
| ×    | バトラズ・アガナエフ           | 2R 3:34 TKO（パンチ連打）            | ACB 65: Silva vs. Agnaev 【ACBライトヘビー級タイトルマッチ】               | 2017年7月22日  |
| ○    | ジャレッド・トージソン         | 5分5R終了 判定3-0                    | ACB 51: Silva vs. Torgeson 【ACBライトヘビー級王座決定戦】                 | 2017年1月13日  |
| ○    | ソクジュ                       | 3R 2:38 TKO（パンチ連打）            | Fight 2 Night                                                              | 2016年11月4日  |
| ○    | スタヴィー・イコノモー         | 5分3R終了 判定3-0                    | WFCA 17: Grand Prix Akhmat                                                 | 2016年4月9日   |
| ×    | マーカス・スルサ               | 2R 2:00 TKO（パンチ連打）            | Gladiator MMA: Gladiator Challenge                                         | 2015年11月21日 |
| ×    | テディ・ホルダー               | 1R 2:00 TKO（パウンド）              | WSOF 19: Gaethje vs. Palomino 【ライトヘビー級王座決定トーナメント 1回戦】 | 2015年3月28日  |
| ○    | マット・ハミル                 | 5分3R終了 判定3-0                    | UFC Fight Night: Maia vs. Shields                                          | 2013年10月9日  |
| ○    | ハファエル・カバウカンチ       | 1R 4:29 KO（スタンドパンチ連打）     | UFC on Fuel TV 10: Nogueira vs. Werdum                                     | 2013年6月8日   |
| －   | スタニスラブ・ネドコフ         | ノーコンテスト（薬物検査失格）       | UFC on Fuel TV 6: Franklin vs. Le                                          | 2012年11月10日 |
| ×    | アレクサンダー・グスタフソン   | 5分3R終了 判定0-3                    | UFC on Fuel TV 2: Gustafsson vs. Silva                                     | 2012年4月14日  |
| －   | ブランドン・ヴェラ             | ノーコンテスト（薬物検査失格）       | UFC 125: Resolution                                                        | 2011年1月1日   |
| ×    | ラシャド・エヴァンス           | 5分3R終了 判定0-3                    | UFC 108: Evans vs. Silva                                                   | 2010年1月2日   |
| ○    | キース・ジャーディン           | 1R 1:35 TKO（左フック→パウンド）     | UFC 102: Couture vs. Nogueira                                              | 2009年8月29日  |
| ×    | リョート・マチダ               | 1R 4:59 KO（パウンド）               | UFC 94: St-Pierre vs. Penn 2                                               | 2009年1月31日  |
| ○    | アントニオ・メンデス           | 1R 2:24 ギブアップ（マウントパンチ） | UFC 84: Ill Will                                                           | 2008年5月24日  |
| ○    | ヒューストン・アレクサンダー   | 1R 3:25 TKO（マウントパンチ）        | UFC 78: Validaton                                                          | 2007年11月17日 |
| ○    | トマシュ・ドルヴァル           | 2R 4:23 TKO（スタンドパンチ連打）    | UFC 75: Champion vs. Champion                                              | 2007年9月8日   |
| ○    | ジェームス・アーヴィン         | 1R 1:06 TKO（右膝の負傷）            | UFC 71: Liddell vs. Jackson                                                | 2007年5月26日  |
| ○    | 水野竜也                       | 1R 4:29 KO（サッカーボールキック）   | PANCRASE 2007 RISING TOUR 【ヘビー級王座次期挑戦者決定戦】                 | 2007年2月28日  |
| ○    | ヴィトー・ヴィアナ             | 1R 1:50 TKO（腕の負傷）              | Fury FC 2: Final Combat 【93kg級グランプリ 決勝】                          | 2006年11月30日 |
| ○    | クラウディオ・ゴドイ           | 1R 2:06 TKO（パンチ連打）            | Fury FC 2: Final Combat 【93kg級グランプリ 準決勝】                        | 2006年11月30日 |
| ○    | ジノ・ペゾン                   | 1R 4:34 TKO（パンチ連打）            | Showfight 5                                                                | 2006年11月9日  |
| ○    | デイブ・ダルグリッシュ         | 1R 1:05 ヒールホールド               | Fury FC 1: Warlords Unleashed 【93kg級グランプリ 1回戦】                   | 2006年9月27日  |
| ○    | クラウディオ・ゴドイ           | 5分3R終了 判定3-0                    | Showfight 4                                                                | 2006年4月6日   |
| ○    | ホドリゴ・グリップ・ジ・ソウザ | 2R 1:14 TKO（ドクターストップ）      | 修斗ブラジル9                                                              | 2005年12月3日  |
| ○    | フラビオ・ポロネス             | 1R KO                                | Arena Combat Cup 2                                                         | 2005年11月5日  |
| ○    | フーベンス・マキュラ           | 2R 4:17 TKO（打撃）                  | Predador FC 1                                                              | 2005年9月10日  |

## 獲得タイトル
- Fury FC 93kg級グランプリ 優勝（2006年）
- 第2代ACBライトヘビー級王座（2017年）

## 表彰
- ブラジリアン柔術 黒帯
- UFC ファイト・オブ・ザ・ナイト（1回）
- UFC ノックアウト・オブ・ザ・ナイト（1回）